# San Antonio WCT 1975
Il San Antonio WCT 1975 è stato un torneo di tennis giocato sul cemento. È stata la 1ª edizione del torneo che fa parte del World Championship Tennis 1975. Si è giocato a San Antonio negli Stati Uniti dal 23 febbraio al 2 marzo 1975.

## Campioni

### Singolare maschile
Dick Stockton ha battuto in finale  Stan Smith con il punteggio di 7–5 2–6 7–6

### Doppio maschile
John Alexander /  Phil Dent hanno battuto in finale  Mark Cox /  Cliff Drysdale con il punteggio di 7–6(2), 4–6, 6–4